# La vera vita di Antonio H.
La vera vita di Antonio H. és una pel·lícula italiana de fals documental de 1994 dirigida per Enzo Monteleone i llunyanament inspirada en els esdeveniments de la vida real d'Alessandro Haber.

## Argument
Tota la pel·lícula és la història de ficció d'Antonio Hutter, narrada en nou capítols, des de la seva infantesa fins a la crisi del cinema italià. Ell mateix, davant un nombrós públic de teatre, explica la història de la seva vida a partir de la seva joventut, un període en què ja anhela la possibilitat de convertir-se en actor.
El seu pare, un jueu, el va portar a viure a Israel de molt jove, durant deu anys. La seva primera aproximació al teatre té lloc durant una obra de teatre escolar: allà davant de l'escenari, on en comptes de recitar el poema que li han assignat, orina voluntàriament <ls pantalons. La multitud esclata a riure, inclosos els pares. Aquesta reacció llança Hutter a la passió més desmesurada per la interpretació; a més, fuig de la seva mare cada cop que el porta a comprar, per anar al cinema, on consumeix una pel·lícula rere l'altra, de tots els gèneres i de totes menes.
De tornada a Itàlia i reticent a l'escola, el seu pare es veurà obligat a pagar el professor perquè ho superi, ja que durant tardes senceres en comptes d'estudiar prefereix dedicar-se al cinema. Un dia coneix Dustin Hoffman a la gran pantalla a El graduat, i s'enamora d'ell. Aspira a ell, al nivell dels seus talents, a la seva amistat. Arriba el '68, Hutter freqüenta una sèrie de grups d'estil comunista, però realment no hi creu: en té prou amb estar en la seva companyia. Quan es veu involucrat en el segrest del general nord-americà James Lee Dozier, decideix marxar de Verona: això és massa per a ell.
Després ens parla de les seves passions amoroses des de petites històries fins a Giuliana De Sio, amb qui mantindrà una intensa relació destinada a acabar negativament. Un bon dia, després de mesos sense que ningú s'ha posat en contacte amb ell, arriba la primera oferta de feina seriosa: Martin Scorsese vol que en la seva nova pel·lícula, Toro salvatge, interpreti el germà de Robert De Niro. En agafar el taxi que el portarà a Nova York, un Kawasaki el colpeja: roman tres setmanes en coma i Scorsese encarrega el paper a Joe Pesci.
Ara es fa evident la desesperació d'Hutter: el teatre on actua està buit, és un vell teatre abandonat. Apunta una pistola al cap, vol disparar-se. Aleshores sona el telèfon: Francis Ford Coppola el vol a la seva nova pel·lícula: El Padrí IV. Hutter surt corrent per la porta. Òbviament podem deduir quin va ser el destí d'Antonio Hutter.

## Repartiment
- Alessandro Haber: Antonio Hutter
- Bernardo Bertolucci: ell mateix
- Giuliana De Sio: ella mateixa
- Ennio Fantastichini: ell mateix
- Massimo Ghini: ell mateix
- Nanni Loy: ell mateix
- Marcello Mastroianni: ell mateix
- Mario Monicelli: ell mateix
- Maria Amelia Monti: ella mateixa
- Michele Placido: ell mateix
- Gabriele Salvatores: ell mateix
- Paolo Taviani: ell mateix
- Vittorio Taviani: ell mateix
- Adriana Innocenti: Mare d’Antonio

## Reconeixement
- Nastro d'argento al millor actor protagonista a Alessandro Haber[2]
- Sulmonacinema Film Festival: Millor pel·lícula